# EPrix van Puebla 2021
De ePrix van Puebla 2021 werd gehouden over twee races op 19 en 20 juni 2021 op het Autódromo Miguel E. Abed. Dit waren de achtste en negende races van het zevende Formule E-seizoen. De race werd georganiseerd als vervanger van de ePrix van Mexico-Stad op het Autódromo Hermanos Rodríguez. Dit circuit werd gebruikt als tijdelijk ziekenhuis voor COVID-19-patiënten, waardoor er een vervanger gezocht moest worden.
De eerste race werd oorspronkelijk gewonnen door Porsche-coureur Pascal Wehrlein, maar hij werd, net als zijn teamgenoot André Lotterer en de e.dams-coureurs Sébastien Buemi en Oliver Rowland, gediskwalificeerd omdat hij niet reed met de banden waarvan zijn team had aangegeven waarmee hij zou rijden. Hierdoor ging de zege naar Audi-coureur Lucas di Grassi, die zijn eerste zege sinds de ePrix van Berlijn 2019 behaalde. Zijn teamgenoot René Rast werd tweede, terwijl Venturi-rijder Edoardo Mortara derde werd.
De tweede race werd gewonnen door Edoardo Mortara, die hierdoor de leiding in het kampioenschap overnam. Pascal Wehrlein werd oorspronkelijk tweede, maar kreeg een tijdstraf van vijf seconden omdat hij zijn Fanboost niet volledig had gebruikt. Hierdoor behaalde Virgin-coureur Nick Cassidy zijn eerste Formule E-podium met een tweede plaats en eindigde polesitter Oliver Rowland als derde.

## Race 1

### Kwalificatie
| Pos                 | No | Coureur                | Team             | Q1       | Q2       | Grid |
| ------------------- | -- | ---------------------- | ---------------- | -------- | -------- | ---- |
| 1                   | 99 | Pascal Wehrlein        | Porsche          | 1:23.505 | 1:23.780 | 1    |
| 2                   | 22 | Oliver Rowland         | e.dams-Nissan    | 1:23.808 | 1:23.838 | 2    |
| 3                   | 27 | Jake Dennis            | Andretti-BMW     | 1:23.886 | 1:23.879 | 3    |
| 4                   | 25 | Jean-Éric Vergne       | Techeetah-DS     | 1:23.996 | 1:24.282 | 4    |
| 5                   | 28 | Maximilian Günther     | Andretti-BMW     | 1:24.072 | 1:25.095 | 5    |
| 6                   | 48 | Edoardo Mortara        | Venturi-Mercedes | 1:24.286 | 1:27.217 | 6    |
| 7                   | 29 | Alexander Sims         | Mahindra         | 1:24.425 |          | 7    |
| 8                   | 11 | Lucas di Grassi        | Audi             | 1:24.489 |          | 8    |
| 9                   | 7  | Sérgio Sette Câmara    | Dragon-Penske    | 1:24.706 |          | 24   |
| 10                  | 33 | René Rast              | Audi             | 1:24.818 |          | 9    |
| 11                  | 36 | André Lotterer         | Porsche          | 1:24.832 |          | 10   |
| 12                  | 13 | António Félix da Costa | Techeetah-DS     | 1:24.881 |          | 11   |
| 13                  | 20 | Mitch Evans            | Jaguar           | 1:24.934 |          | 12   |
| 14                  | 6  | Joel Eriksson          | Dragon-Penske    | 1:24.992 |          | 23   |
| 15                  | 37 | Nick Cassidy           | Virgin-Audi      | 1:25.352 |          | 13   |
| 16                  | 17 | Nyck de Vries          | Mercedes         | 1:25.387 |          | 14   |
| 17                  | 8  | Oliver Turvey          | NIO              | 1:25.404 |          | 15   |
| 18                  | 94 | Alex Lynn              | Mahindra         | 1:25.593 |          | 16   |
| 19                  | 71 | Norman Nato            | Venturi-Mercedes | 1:25.730 |          | 17   |
| 20                  | 10 | Sam Bird               | Jaguar           | 1:25.788 |          | 18   |
| 21                  | 23 | Sébastien Buemi        | e.dams-Nissan    | 1:25.809 |          | 19   |
| 22                  | 4  | Robin Frijns           | Virgin-Audi      | 1:26.146 |          | 20   |
| 23                  | 5  | Stoffel Vandoorne      | Mercedes         | 1:26.413 |          | 21   |
| 24                  | 88 | Tom Blomqvist          | NIO              | 1:30.568 |          | 22   |
| 110%-tijd: 1:31.855 |    |                        |                  |          |          |      |

### Race
| Pos | No | Coureur                | Team                      | Rondes | Tijd/Oorzaak uitval | Grid | Punten |
| --- | -- | ---------------------- | ------------------------- | ------ | ------------------- | ---- | ------ |
| 1   | 11 | Lucas di Grassi        | Audi                      | 28     | 47:40.772           | 8    | 25     |
| 2   | 33 | René Rast              | Audi Sport ABT Schaeffler | 28     | +0.497              | 22   | 19     |
| 3   | 48 | Edoardo Mortara        | Venturi-Mercedes          | 28     | +2.774              | 6    | 15     |
| 4   | 29 | Alexander Sims         | Mahindra                  | 28     | +10.443             | 7    | 12     |
| 5   | 27 | Jake Dennis            | Andretti-BMW              | 28     | +11.473             | 3    | 10     |
| 6   | 13 | António Félix da Costa | Techeetah-DS              | 28     | +11.624             | 11   | 8      |
| 7   | 5  | Stoffel Vandoorne      | Mercedes                  | 28     | +12.022             | 21   | 6      |
| 8   | 20 | Mitch Evans            | Jaguar                    | 28     | +12.351             | 12   | 4      |
| 9   | 17 | Nyck de Vries          | Mercedes                  | 28     | +12.936             | 14   | 2      |
| 10  | 94 | Alex Lynn              | Mahindra                  | 28     | +13.154             | 16   | 1      |
| 11  | 8  | Oliver Turvey          | NIO                       | 28     | +14.548             | 15   |        |
| 12  | 28 | Maximilian Günther     | Andretti-BMW              | 28     | +15.257             | 5    |        |
| 13  | 88 | Tom Blomqvist          | NIO                       | 28     | +15.442             | 22   |        |
| 14  | 71 | Norman Nato            | Venturi-Mercedes          | 28     | +15.756             | 17   |        |
| 15  | 7  | Sérgio Sette Câmara    | Dragon-Penske             | 28     | +16.971             | 24   |        |
| 16  | 4  | Robin Frijns           | Virgin-Audi               | 28     | +17.942             | 20   |        |
| 17  | 6  | Joel Eriksson          | Dragon-Penske             | 28     | +18.285             | 23   |        |
| DNF | 10 | Sam Bird               | Jaguar                    | 15     | Schade ongeluk      | 2    |        |
| DNF | 25 | Jean-Éric Vergne       | Techeetah-DS              | 12     | Schade ongeluk      | 4    |        |
| DNF | 37 | Nick Cassidy           | Virgin-Audi               | 0      | Ongeluk             | 13   |        |
| DSQ | 99 | Pascal Wehrlein        | Porsche                   | 28     | Gediskwalificeerd   | 1    | 4      |
| DSQ | 36 | André Lotterer         | Porsche                   | 28     | Gediskwalificeerd   | 10   |        |
| DSQ | 23 | Sébastien Buemi        | e.dams-Nissan             | 28     | Gediskwalificeerd   | 19   |        |
| DSQ | 22 | Oliver Rowland         | e.dams-Nissan             | 24     | Gediskwalificeerd   | 2    |        |

## Race 2

### Kwalificatie
| Pos                 | No | Coureur                | Team             | Q1        | Q2        | Grid |
| ------------------- | -- | ---------------------- | ---------------- | --------- | --------- | ---- |
| 1                   | 22 | Oliver Rowland         | e.dams-Nissan    | 1:23.052  | 1:23.579  | 1    |
| 2                   | 99 | Pascal Wehrlein        | Porsche          | 1:23.227  | 1:23.771  | 2    |
| 3                   | 48 | Edoardo Mortara        | Venturi-Mercedes | 1:23.235  | 1:23.886  | 3    |
| 4                   | 25 | Jean-Éric Vergne       | Techeetah-DS     | 1:23.204  | 1:23.950  | 4    |
| 5                   | 27 | Jake Dennis            | Andretti-BMW     | 1:22.816  | 1:24.154  | 5    |
| 6                   | 94 | Alex Lynn              | Mahindra         | 1:23.212  | geen tijd | 6    |
| 7                   | 23 | Sébastien Buemi        | e.dams-Nissan    | 1:23.455  |           | 7    |
| 8                   | 37 | Nick Cassidy           | Virgin-Audi      | 1:23.499  |           | 8    |
| 9                   | 88 | Tom Blomqvist          | NIO              | 1:23.583  |           | 9    |
| 10                  | 36 | André Lotterer         | Porsche          | 1:23.636  |           | 10   |
| 11                  | 28 | Maximilian Günther     | Andretti-BMW     | 1:23.640  |           | 11   |
| 12                  | 71 | Norman Nato            | Venturi-Mercedes | 1:23.789  |           | 12   |
| 13                  | 11 | Lucas di Grassi        | Audi             | 1:23.984  |           | 13   |
| 14                  | 29 | Alexander Sims         | Mahindra         | 1:24.179  |           | 14   |
| 15                  | 10 | Sam Bird               | Jaguar           | 1:24.292  |           | 15   |
| 16                  | 7  | Sérgio Sette Câmara    | Dragon-Penske    | 1:24.445  |           | 16   |
| 17                  | 5  | Stoffel Vandoorne      | Mercedes         | 1:24.736  |           | 17   |
| 18                  | 20 | Mitch Evans            | Jaguar           | 1:24.756  |           | 18   |
| 19                  | 17 | Nyck de Vries          | Mercedes         | 1:24.811  |           | 19   |
| 20                  | 8  | Oliver Turvey          | NIO              | 1:24.840  |           | 20   |
| 21                  | 4  | Robin Frijns           | Virgin-Audi      | 1:24.907  |           | 21   |
| 22                  | 13 | António Félix da Costa | Techeetah-DS     | 1:24.911  |           | 22   |
| 23                  | 6  | Joel Eriksson          | Dragon-Penske    | 1:25.203  |           | 23   |
| 110%-tijd: 1:31.097 |    |                        |                  |           |           |      |
| 24                  | 33 | René Rast              | Audi             | geen tijd |           | 24   |

### Race
| Pos | No | Coureur                | Team                      | Rondes | Tijd/Oorzaak uitval | Grid | Punten |
| --- | -- | ---------------------- | ------------------------- | ------ | ------------------- | ---- | ------ |
| 1   | 48 | Edoardo Mortara        | Venturi-Mercedes          | 32     | 46:41.685           | 3    | 25     |
| 2   | 37 | Nick Cassidy           | Virgin-Audi               | 32     | +4.169              | 8    | 18     |
| 3   | 22 | Oliver Rowland         | e.dams-Nissan             | 32     | +6.912              | 1    | 18     |
| 4   | 99 | Pascal Wehrlein        | Porsche                   | 32     | +7.296              | 2    | 12     |
| 5   | 27 | Jake Dennis            | Andretti-BMW              | 32     | +9.986              | 5    | 11     |
| 6   | 94 | Alex Lynn              | Mahindra                  | 32     | +10.630             | 6    | 8      |
| 7   | 28 | Maximilian Günther     | Andretti-BMW              | 32     | +10.968             | 11   | 6      |
| 8   | 25 | Jean-Éric Vergne       | Techeetah-DS              | 32     | +21.111             | 4    | 4      |
| 9   | 20 | Mitch Evans            | Jaguar                    | 32     | +21.261             | 18   | 2      |
| 10  | 33 | René Rast              | Audi Sport ABT Schaeffler | 32     | +21.896             | 24   | 2      |
| 11  | 4  | Robin Frijns           | Virgin-Audi               | 32     | +22.216             | 21   |        |
| 12  | 10 | Sam Bird               | Jaguar                    | 32     | +27.945             | 15   |        |
| 13  | 5  | Stoffel Vandoorne      | Mercedes                  | 32     | +28.578             | 17   |        |
| 14  | 23 | Sébastien Buemi        | e.dams-Nissan             | 32     | +35.720             | 7    |        |
| 15  | 6  | Joel Eriksson          | Dragon-Penske             | 32     | +41.027             | 23   |        |
| 16  | 7  | Sérgio Sette Câmara    | Dragon-Penske             | 32     | +41.029             | 16   |        |
| 17  | 36 | André Lotterer         | Porsche                   | 32     | +46.250             | 10   |        |
| 18  | 11 | Lucas di Grassi        | Audi                      | 32     | +1:26.473           | 13   |        |
| DNF | 88 | Tom Blomqvist          | NIO                       | 29     | Schade ongeluk      | 9    |        |
| DNF | 13 | António Félix da Costa | Techeetah-DS              | 25     | Ongeluk             | 22   |        |
| DNF | 29 | Alexander Sims         | Mahindra                  | 21     | Schade ongeluk      | 14   |        |
| DNF | 8  | Oliver Turvey          | NIO                       | 16     | Technisch           | 20   |        |
| DNF | 71 | Norman Nato            | Venturi-Mercedes          | 12     | Schade ongeluk      | 12   |        |
| DNF | 17 | Nyck de Vries          | Mercedes                  | 8      | Schade ongeluk      | 19   |        |

## Tussenstanden wereldkampioenschap

### Coureurs
| Positie | No. | Rijder                 | Team             | Punten |
| ------- | --- | ---------------------- | ---------------- | ------ |
| 01      | 48  | Edoardo Mortara        | Venturi-Mercedes | 72     |
| 02      | 4   | Robin Frijns           | Virgin-Audi      | 62     |
| 03      | 13  | António Félix da Costa | Techeetah-DS     | 60     |
| 04      | 33  | René Rast              | Audi             | 60     |
| 05      | 20  | Mitch Evans            | Jaguar           | 60     |
| 06      | 17  | Nyck de Vries          | Mercedes         | 59     |
| 07      | 5   | Stoffel Vandoorne      | Mercedes         | 54     |
| 08      | 27  | Jake Dennis            | Andretti-BMW     | 54     |
| 09      | 22  | Oliver Rowland         | e.dams-Nissan    | 53     |
| 10      | 25  | Jean-Éric Vergne       | Techeetah-DS     | 50     |

### Constructeurs
| Positie | Team             | Punten |
| ------- | ---------------- | ------ |
| 01      | Mercedes         | 113    |
| 02      | Techeetah-DS     | 110    |
| 03      | Jaguar           | 109    |
| 04      | Audi             | 99     |
| 05      | Virgin-Audi      | 99     |
| 06      | Venturi-Mercedes | 83     |
| 07      | Andretti-BMW     | 82     |
| 08      | Mahindra         | 68     |
| 09      | Porsche          | 66     |
| 10      | e.dams-Nissan    | 64     |